# Sarnico

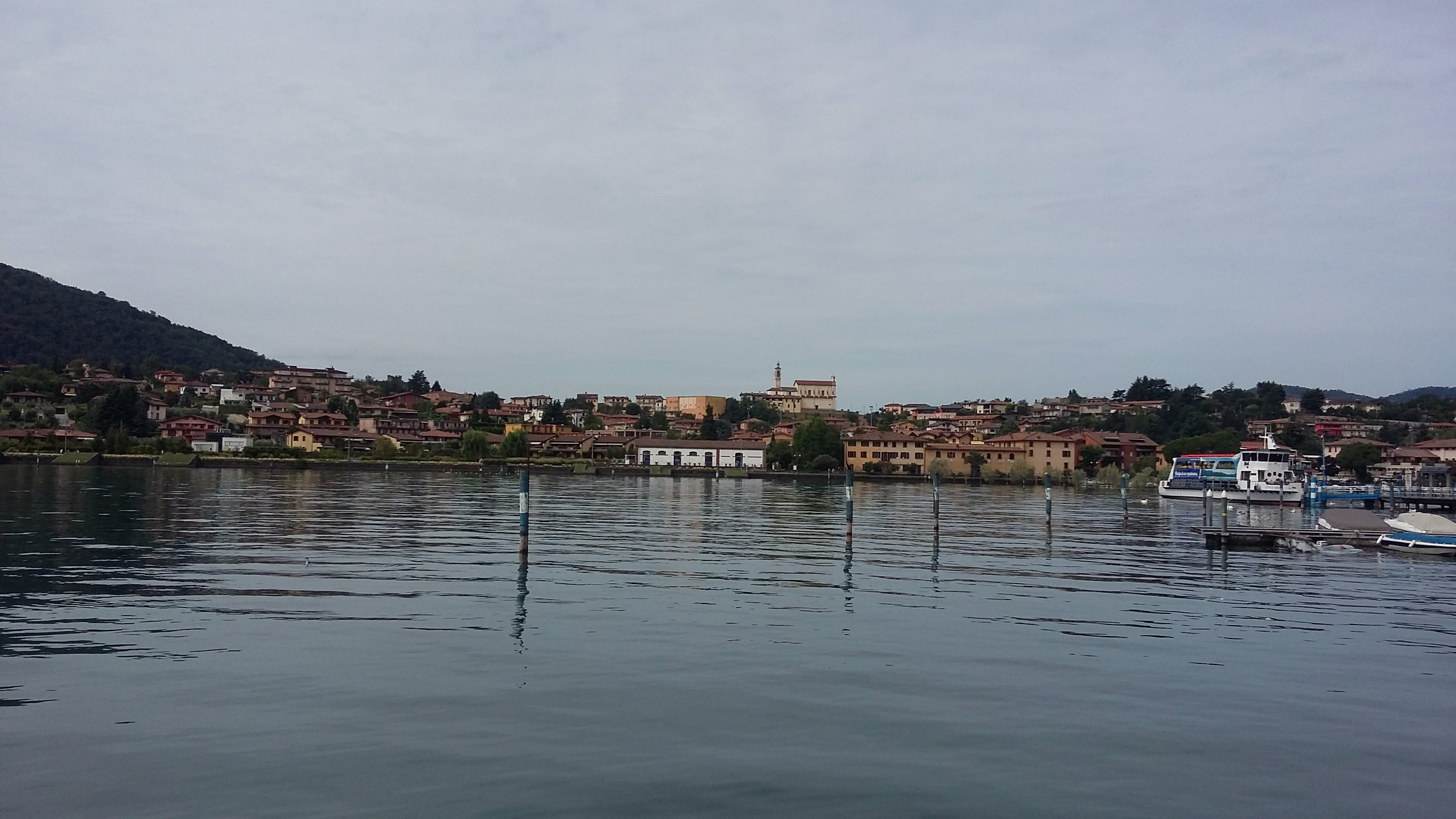

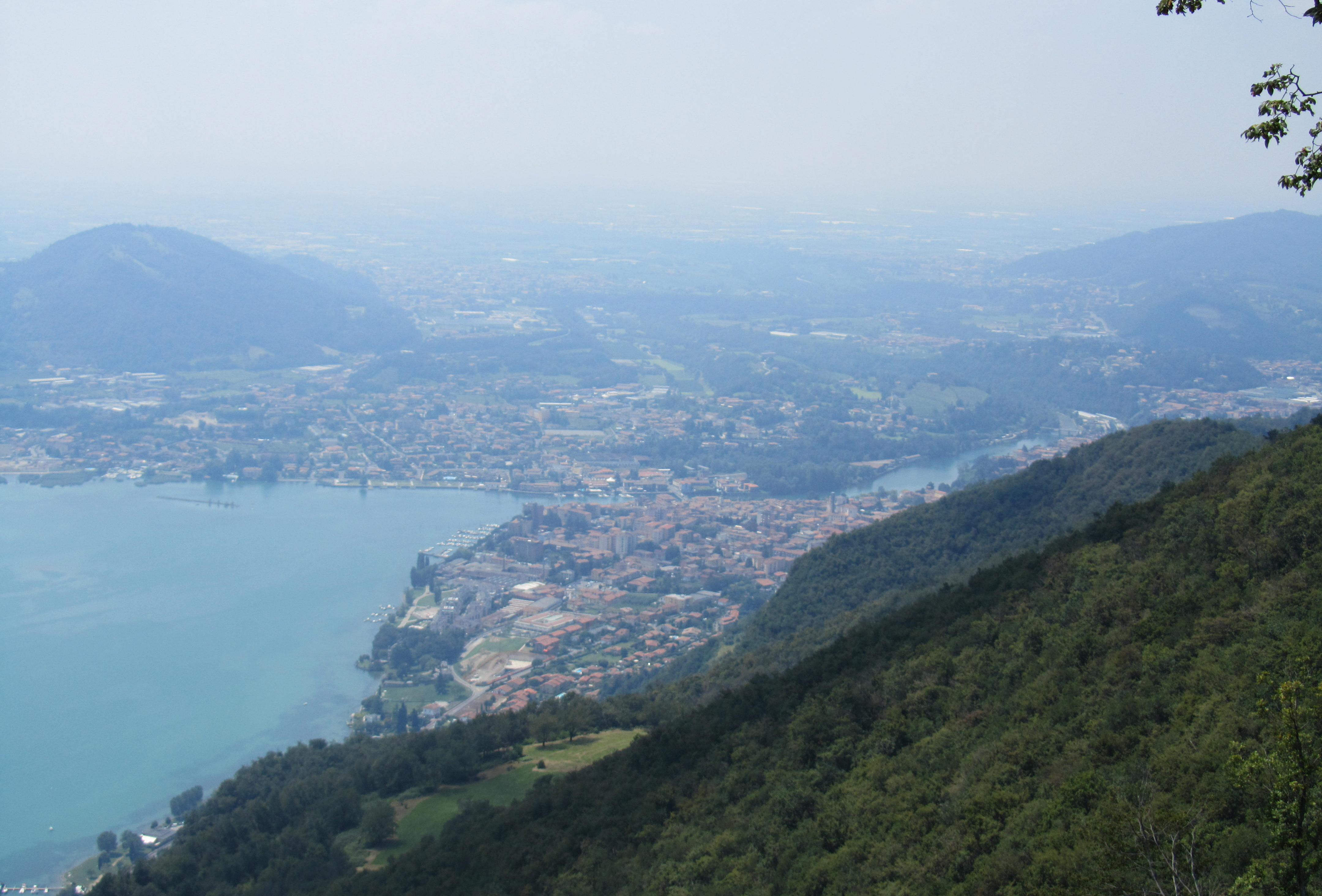

Sarnico est une commune italienne de la province de Bergame, dans la région Lombardie.

## Histoire
Les premiers établissements humains du lieu datent du Néolithique et de l'Âge du Bronze, comme en témoignent les vestiges, trouvés au fond du lac, d'un village sur pilotis de structure primitive.
Avec le temps, les habitants se déplacèrent vers l'intérieur des terres : à l'époque romaine, des établissements humains fixes étaient présents sur les rives lacustres, principalement en raison de l'existence de liens importants avec les villes de Bergame et de Brescia, ainsi qu'avec avec la Valcamonica, ces derniers ayant favorisé le commerce dans la région.
Une preuve documentaire relate l'existence d'un village à l'an 862, lorsque l'empereur Louis II autorisa la surpêche du lac en donnant une concession en faveur de certains monastères de la province de Brescia.
D'autres documents montrent qu'a été construit ici, en 1081, un monastère de l'ordre de Cluny, dont il ne reste cependant, aujourd'hui, aucune trace.
Sarnico ne fut pas réellement touchée par la lutte entre Guelfes et Gibelins, se situant dans un territoire tranquille et isolé par rapport aux villes voisines. Cependant, le territoire a été doté de nombreux bâtiments caractéristiques de l'époque, tels que des châteaux et des tours, en prévision d'une éventuelle attaque.
Avec l'avènement de la république de Venise, la ville a acquis un certain prestige, à la fois économiquement (par le développement des activités commerciales vénitiennes et l'arrivée du more veneto dans la contada), mais surtout administrative, la Sérénissime ayant érigé Sarnico en chef-lieu de district, du comté appelé Valcalepio.
Dans des temps plus récents, en particulier durant le Risorgimento, le pays fut au cœur d'une véritable révolte mazzinienne contre les Habsbourg, promue par des patriotes bergamasques ; les "événements de Sarnico" n'eurent pas le résultat escompté, et se conclurent dans le sang.

## Administration
| Période                                  | Période | Identité | Étiquette | Qualité |
| ---------------------------------------- | ------- | -------- | --------- | ------- |
|                                          |         |          |           |         |
| Les données manquantes sont à compléter. |         |          |           |         |

### Communes limitrophes
Adrara San Martino, Iseo, Paratico, Predore, Viadanica, Villongo.

## Galerie de photos

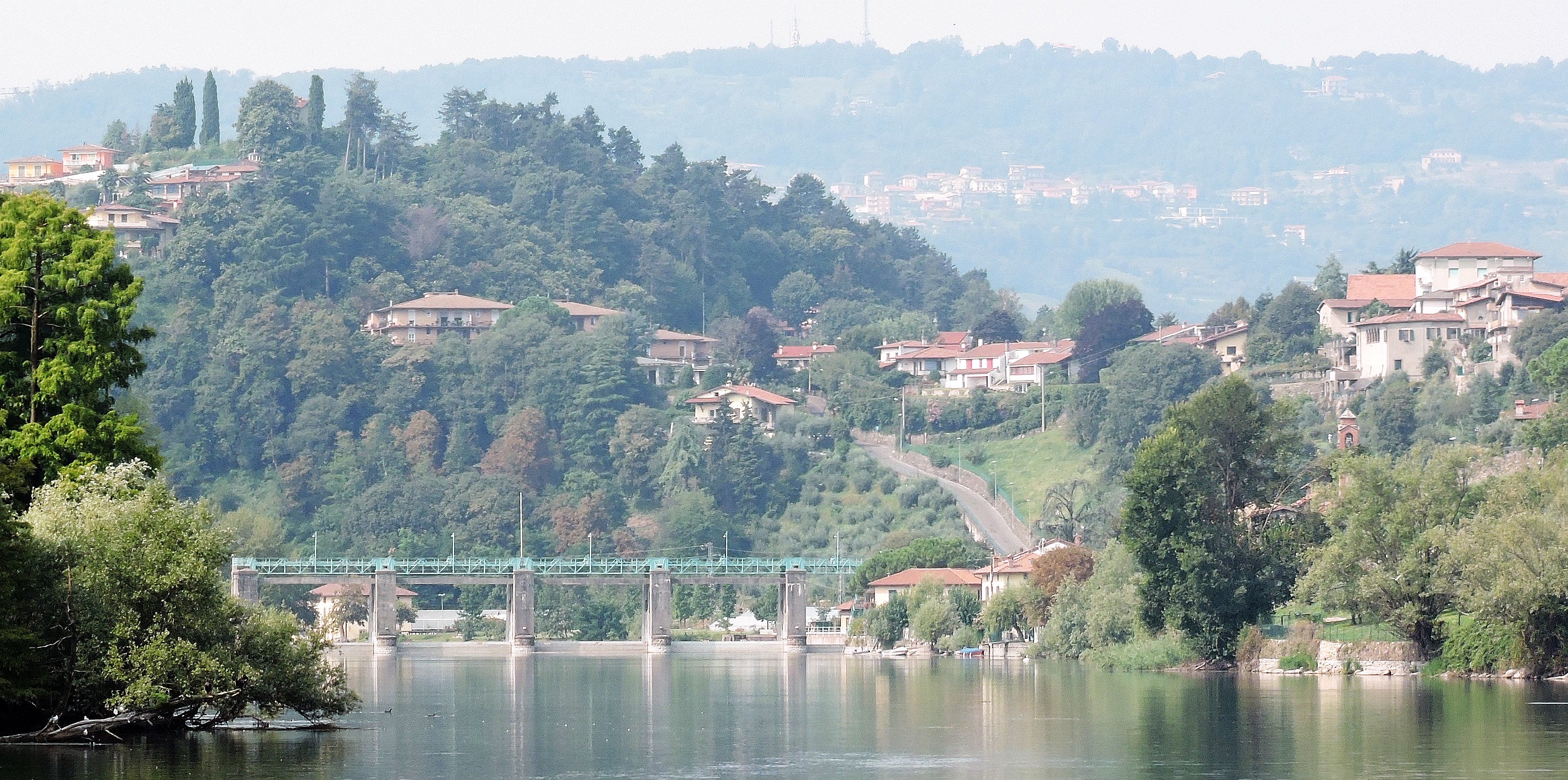
[https://commons.wikimedia.org/wiki/Sarnico#/media/File:Sarnico_fiume_Oglio.jpg

## Jumelages

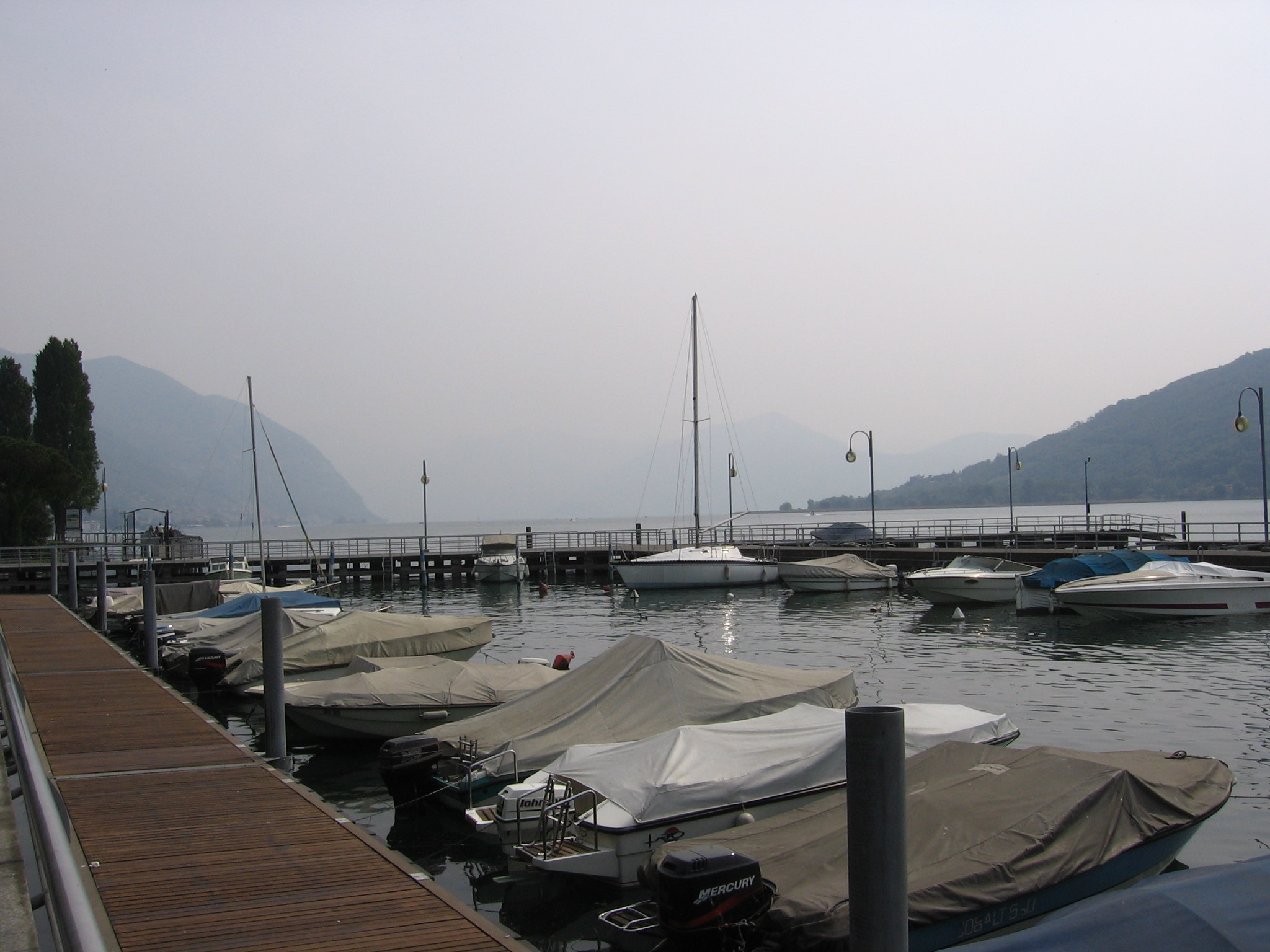
Le port.

Plan-de-Cuques (France)